# اثرات تغییر اقلیم روی اقیانوس‌ها
افزایش دمای اقیانوس‌ها، موج‌های حرارتی دریایی، اسیدی شدن اقیانوس‌ها، افزایش سطح آب دریا، کاهش یخ‌های دریایی، افزایش لایه‌ای شدن اقیانوس، کاهش سطح اکسیژن، تغییر در جریانات اقیانوسی از جمله ضعیف شدن گردش واژگونی نصف‌النهاری اقیانوس اطلس، برخی از تاثیرات تغییرات اقلیمی روی اقیانوس‌ها هستند. تمامی این تغییرات دارای تاثیرات ثانویه هستند که اکوسیستم‌های دریایی را با اختلال مواجه می‌کند. اولین عاملی که موجب ایجاد این تغییرات می‌شود، تغییرات اقلیمی در اثر انتشار گازهای گلخانه‌ای مانند دی‌اکسید کربن و متان توسط انسان‌ها است. این عوامل به شکل اجتناب‌ناپذیری موجب گرم شدن اقیانوس‌ها می‌شوند زیرا اقیانوس بخش اعظم حرارت اضافی در سیستم آب و هوایی را به خود جذب می‌کند. اقیانوس بخشی از دی‌اکسید کربن اضافی جو را نیز جذب می‌کند که باعث کاهش مقدار pH اقیانوس می‌گردد. تخمین زده می‌شود که اقیانوس ۲۵٪ از کل انتشارات CO2 که انسان در آن دخلیل است را به خود جذب می‌کند.
لایه‌ای شدن دمای اقیانوس با گرم شدن سطح اقیانوس در اثر افزایش دمای هوا، افزایش پیدا می‌کند. کاهش اختلاط لایه‌های اقیانوس باعث تثبیت آب گرم در نزدیکی سطح می‌شود و این در حالی است که گردش آب سرد در عمق را کاهش می‌دهد. کاهش اختلاط در جهت بالا و پایین باعث کاهش توانایی اقیانوس در جذب حرارت شده و موجب می‌شود که بخش اعظم گرمایش در آینده به سمت اتمسفر و زمین هدایت شود. انتظار می‌رود که مقدار انرژی موجود برای طوفان‌های گرمسیری و سایر طوفان‌ها افزایش یابد، این در حالی است که مواد مغذی برای ماهی‌ها و لایه‌های بالایی اقیانوس رو به کاهش هستند، ظرفیت اقیانوس برای ذخیره‌سازی کربن نیز رو به کاهش است. در همین حال، اختلاف شوری در حال افزایش است؛ مناطق شور، شورتر می‌شوند و نمک در مناطق تازه‌تر کاهش پیدا می‌کند.
آب گرم‌تر در مقایسه با آب سرد نمی‌تواند مقدار یکسانی اکسیژن را در خود نگه دارد. در نتیجه اکسیژن از اقیانوس‌ها به اتمسفر می‌رود. افزایش لایه‌ای شدن حرارتی ممکن است منجر به کاهش تأمین اکسیژن از سطح آب برای آب‌های عمیق‌تر شودکه در اثر آن میزان اکسیژن آب باز هم کاهش پیدا می‌کند. اقیانوس در حال از دست دادن اکسیژن از طریق ستون آب خود است و مناطق دارای حداقل میزان اکسیژن در سراسر جهان در حال افزایش هستند.
این تغییرات به اکوسیستم‌های آبی آسیب وارد می‌کند و می‌تواند سرعت انقراض گونه‌ها را افزایش داده یا موجب انفجار جمعیتی شود و پراکندگی گونه‌ها را تغییر دهد. این موضوع همچنین ماهیگیری ساحلی و توریسم را تحت تأثیر قرار می‌دهد. افزایش دمای آب به اکوسیستم‌های اقیانوس مختلف مانند صخره‌هی مرجانی هم آسیب وارد می‌کند. اثر مستقیم آن سفید شدن مرجان‌های روی این صخره‌ها است که حتی نسبت به تغییرات دمایی جزئی نیز حساس هستند؛ بنابراین افزایش اندک دما می‌تواند اثرات قابل توجهی روی این محیط‌ها داشته باشد.

## تغییر در اثر افزایش میزان گازهای گلخانه‌ای
در حال حاضر (۲۰۲۰)، میزان دی‌اکسید کربن اتمسفری بالاتر از ۴۱۰ قسمت در یک میلیون قسمت (ppm) در حدود ۵۰٪ بالاتر از مقادیر پیش از صنعتی‌شدن است. این افزایش مقادیر و نرخ رشد سریع در سوابق زمین‌شناسی ۵۵ میلیون ساله بی‌سابقه هستند. به درستی مشخص است که منبع این CO2 اضافه فعالیت‌های انسانی است و در اثر ترکیبی از سوزاندن سوخت‌های فسیلی، فعالیت‌های صنعتی، و انتشارات ناشی از استفاده از زمین‌ها یا تغییر کاربری آن‌ها ایجاد می‌شود.

### افزایش دمای اقیانوس
واضح است که اقیانوس در اثر تغییرات اقلیمی در حال گرم شدن است و این نرخ گرمایش در حال افزایش است. در سال ۲۰۲۲ اقیانوس جهانی گرم‌ترین حالت ثبت شده تا به امروز را دارا بود. این موضوع از روی میزان حرارت اقیانوس تعیین شد که در سال ۲۰۲۲ از مقدار حداکثر آن در سال ۲۰۲۱ نیز عبور کرد.